# الظاهر الاسفل (مدينة حجة)

تعديل مصدري - تعديل

الظاهر الاسفل هي إحدى قرى عزلة قدم بمديرية مدينة حجة التابعة لمحافظة حجة، بلغ تعداد سكانها 410 نسمة حسب تعداد اليمن لعام 2004.